# Gare de Ribaute-lès-Lieuran
Gare de Ribaute-lès-Lieuran vasútállomás Franciaországban, Lieuran-lès-Béziers településen.

## Vasútvonalak
Az állomást az alábbi vasútvonalak érintik:
- Béziers-Neussargues-vasútvonal

## Kapcsolódó állomások
A vasútállomáshoz az alábbi állomások vannak a legközelebb: